# 21 mai dans les chemins de fer
21 avril 21 juin
Chronologies thématiques
- Croisades
- Sports
- Disney

Cette page concerne les événements qui se sont déroulés un 21 mai dans les chemins de fer.

## Événements

### XIXesiècle
- 1838. Royaume-Uni : Inauguration de la gare de Nine Elms à Londres (London and south-western railway)
- 1891. Espagne : création à Londres de The Olot and Gerona Railway company limited, financée par la banque Abaora de Paris.

## Naissances
- 1844 : Adolf Klose voit le jour à Bernstadt (Saxe). Ingénieur en chef de la traction aux chemins de fer du Wurtemberg de 1887 à 1898, il inventa le principe du châssis flexible qui porte son nom en 1884.